# Номенклатура E-Z
Номенклатура (система) E-Z (англ. E-Z-system) — система класифікації просторових ізомерів алкенів. З її допомогою можна позначити абсолютну конфігурацію подвійного зв'язку з двома, трьома та чотирма замісниками.
Кожен із замісників при подвійному зв'язку отримує індекс старшинства за правилами Кана–Інґольда–Прелога. Далі знаходять найстарший замісник при кожному подвійно зв'язаному атомі карбону й порівнюють їхнє розташування. Ізомер, в якому два найстарші замісники розташовані по один бік від подвійного зв'язку, отримує позначення конфігурації Z (від нім. zusammen), інший, в якому вони по різні боки, отримує позначення конфігурації Е (від нім. entgegen). 

(E)-Бут-2-ен
(Z)-Бут-2-ен

В наведеному прикладі найстаршими замісниками є метильні.
Літери E та Z пишуться курсивом, в дужках, і відокремлюються від іншої частини назви дефісом. Вони завжди пишуться великими літерами, але літера назви, що слідує за будь-якою з них, на початку речення має теж бути великою, як у прикладі.
Для молекул із кількома подвійними зв'язками вказують конфігурацію кожного з них після числа, що позначає положення подвійного зв'язку, як-от 2E,4Z.